# شوكولاتة سوداء
الشوكولاتة السوداء أو الشوكولاتة الداكنة هي نوع من الشوكولاتة، ويحتوي على نسبة أعلى من مسحوق وزبدة الكاكاو، مقارنة بالشوكولاتة بالحليب، وحليب قليل أو معدوم. التحديدات والمعايير الصناعية والحكومية لما يمكن تسميته بشوكولاتة داكنة تتنوع من بلد لبلد آخر وسوق لسوق آخر.
الشوكولاتة الداكنة تحتوي على مضادات تأكسد، مثل متعددات الفينول، وسكر قليل نسبيا. لها سمعة كبديل أكثر صحة لأنواع أخرى من الشوكولاتة، مثل الشوكولاتة بالحليب. الشوكولاتة الداكنة عرّفت بأنها قد تكون طعاما خارقا، ما ساهم في زيادة الطلب للشوكولاتة الداكنة عالميًا.